# Zuid-Afrikaanse parlementsverkiezingen 1977
De Zuid-Afrikaanse parlementsverkiezingen van 1977 vonden op 30 november 1977 plaats. De regerende Nasionale Party van premier John Vorster boekte een monsterzege. De partij behaalde 134 zetels, een winst van 11 zetels ten opzichte van 1974. Nooit eerder behaalde de partij zoveel zetels.
De belangrijkste oppositiepartij, de Progressive Federal Party (PFP), die tot dan toe altijd maar met zeven zetels in de Volksraad (lagerhuis) was vertegenwoordigd (w.o. mevr. Helen Suzman) en het apartheidsbeleid verwierp, boekte 11 zetels winst. In totaal kreeg de PFP 16,7% van de stemmen. De Nuwe Republiek Party (NRP), de opvolger van de Verenigde Party en voorheen de officiële oppositie, kreeg 6,1% van de stemmen, verloor 31 zetels en bleef steken op 10 zetels.
De extreemrechtse Herstigte Nasionale Party van Jaap Marais slaagde er opnieuw niet in om een zetel te veroveren.

## Uitslag
| Partij                    | Lijsttrekker      | %     | Zetels | Verandering |
| ------------------------- | ----------------- | ----- | ------ | ----------- |
| Nasionale Party           | John Vorster      | 64,8% | 134    | +15         |
| Progressive Federal Party | Colin Eglin       | 16,7% | 17     | +11         |
| Nuwe Republiek Party      | Vause Raw         | 12,1% | 10     | -31         |
| Herstigte Nasionale Party | Jaap Marais       | 3,2%  | 0      | -           |
| Suid-Afrikaanse Party     | Myburgh Streicher | 1,7%  | 3      | +3          |
| Anderen                   |                   | 0,6%  | 1      | +1          |
| Totaal                    |                   | 100%  | 165    | -1          |

## Nasleep
Nog geen jaar na de verkiezingen trad premier Vorster op 20 september 1978 om gezondheidsredenen af. Hij werd opgevolgde door partijgenoot dr. Pieter Willem Botha. Vorster werd na zijn aftreden staatspresident, maar in 1979 moest hij als gevolg van het zogenaamde Muldergate schandaal (gebruik van publieke gelden voor een propaganda-offensief voor het apartheidsregime in het buitenland) afstand doen van dit ambt.

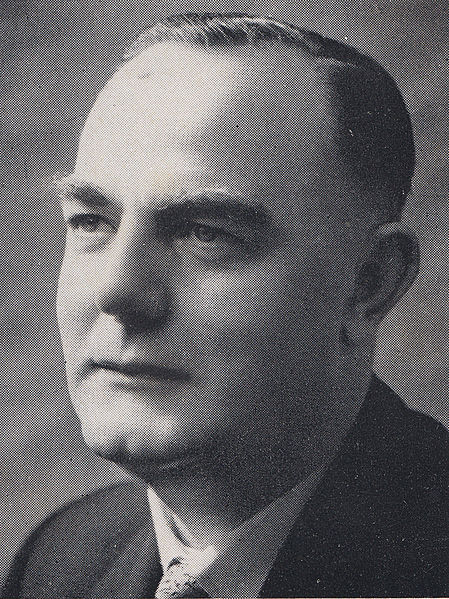
John Vorster
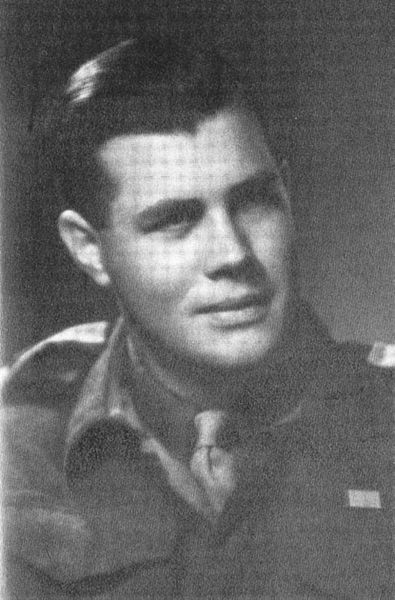
Colin Eglin

## Verwijzing
1. ↑  Voorheen de Verenigde Party

Parlementsverkiezingen: 1910 · 1915 · 1920 · 1921 · 1924 · 1929 · 1933 · 1938 · 1943 · 1948 · 1953 · 1958 · 1961 · 1966 · 1970 · 1974 · 1977 · 1981 · 1984 · 1987 · 1989 · 1994 · 1999 · 2004 · 2009 · 2014 · 2019 · 2024

Referenda: 1960 · 1983 · 1992